# Twist in My Sobriety
Twist in My Sobriety is een single van zangeres Tanita Tikaram, tweede single van haar debuutalbum Ancient Heart uit 1988.
Het lied begint met de tekstregel "All God's children need traveling shoes", titel van een boek uit 1986 uitgegeven door Maya Angelou. Opmerkelijk voor een popsong zijn de instrumentale solo's van de hobo, gespeeld door Malcolm Messiter.
De sepia getinte clip van Gerard de Thame werd gefilmd op het Boliviaanse hoogland Altiplano. In 2001 verscheen het nummer op de soundtrack van de film Bandits.
Het liedje werd gecoverd door de Noorse symfonische metalband Sirenia. Ook Liza Minnelli heeft een cover uitgebracht.

## Hitnoteringen

### Nederlandse Top 40
| Twist in My Sobriety in de Nederlandse Top 40 -- binnen: 26 november 1988 | Twist in My Sobriety in de Nederlandse Top 40 -- binnen: 26 november 1988 | Twist in My Sobriety in de Nederlandse Top 40 -- binnen: 26 november 1988 | Twist in My Sobriety in de Nederlandse Top 40 -- binnen: 26 november 1988 | Twist in My Sobriety in de Nederlandse Top 40 -- binnen: 26 november 1988 | Twist in My Sobriety in de Nederlandse Top 40 -- binnen: 26 november 1988 | Twist in My Sobriety in de Nederlandse Top 40 -- binnen: 26 november 1988 |
| Week                                                                      | 48                                                                        | 49                                                                        | 50                                                                        | 51                                                                        | 52                                                                        | 1                                                                         |
| ------------------------------------------------------------------------- | ------------------------------------------------------------------------- | ------------------------------------------------------------------------- | ------------------------------------------------------------------------- | ------------------------------------------------------------------------- | ------------------------------------------------------------------------- | ------------------------------------------------------------------------- |
| Positie                                                                   | 33                                                                        | 25                                                                        | 23                                                                        | 27                                                                        | 38                                                                        | uit                                                                       |

### Single Top 100
| Twist in My Sobriety in de Nederlandse Single Top 100 -- binnen: 29-10-1988 | Twist in My Sobriety in de Nederlandse Single Top 100 -- binnen: 29-10-1988 | Twist in My Sobriety in de Nederlandse Single Top 100 -- binnen: 29-10-1988 | Twist in My Sobriety in de Nederlandse Single Top 100 -- binnen: 29-10-1988 | Twist in My Sobriety in de Nederlandse Single Top 100 -- binnen: 29-10-1988 | Twist in My Sobriety in de Nederlandse Single Top 100 -- binnen: 29-10-1988 | Twist in My Sobriety in de Nederlandse Single Top 100 -- binnen: 29-10-1988 | Twist in My Sobriety in de Nederlandse Single Top 100 -- binnen: 29-10-1988 | Twist in My Sobriety in de Nederlandse Single Top 100 -- binnen: 29-10-1988 | Twist in My Sobriety in de Nederlandse Single Top 100 -- binnen: 29-10-1988 | Twist in My Sobriety in de Nederlandse Single Top 100 -- binnen: 29-10-1988 | Twist in My Sobriety in de Nederlandse Single Top 100 -- binnen: 29-10-1988 | Twist in My Sobriety in de Nederlandse Single Top 100 -- binnen: 29-10-1988 |
| Week                                                                        | 45                                                                          | 46                                                                          | 47                                                                          | 48                                                                          | 49                                                                          | 50                                                                          | 51                                                                          | 52                                                                          | 1                                                                           | 2                                                                           | 3                                                                           |                                                                             |
| --------------------------------------------------------------------------- | --------------------------------------------------------------------------- | --------------------------------------------------------------------------- | --------------------------------------------------------------------------- | --------------------------------------------------------------------------- | --------------------------------------------------------------------------- | --------------------------------------------------------------------------- | --------------------------------------------------------------------------- | --------------------------------------------------------------------------- | --------------------------------------------------------------------------- | --------------------------------------------------------------------------- | --------------------------------------------------------------------------- | --------------------------------------------------------------------------- |
| Positie                                                                     | 93                                                                          | 75                                                                          | 48                                                                          | 36                                                                          | 30                                                                          | 26                                                                          | 30                                                                          | 31                                                                          | 44                                                                          | 78                                                                          | uit                                                                         |                                                                             |

### NPO Radio 2 Top 2000
| Nummer met noteringen in de NPO Radio 2 Top 2000 | '99 | '00 | '01 | '02 | '03 | '04  | '05 | '06  | '07  | '08  | '09  | '10  | '11 | '12  | '13  | '14  | '15  | '16  | '17  | '18  | '19  | '20  | '21  | '22  | '23  | '24  |
| ------------------------------------------------ | --- | --- | --- | --- | --- | ---- | --- | ---- | ---- | ---- | ---- | ---- | --- | ---- | ---- | ---- | ---- | ---- | ---- | ---- | ---- | ---- | ---- | ---- | ---- | ---- |
| Twist in My Sobriety                             | 763 | 742 | 670 | 951 | 935 | 1027 | 971 | 1042 | 1182 | 1017 | 1231 | 1565 | 984 | 1281 | 1227 | 1221 | 1357 | 1581 | 1367 | 1658 | 1823 | 1871 | 1831 | 1817 | 1801 | 1748 |

1. ↑  Een vetgedrukt getal geeft de hoogste notering aan.